# The Misfit Go
「The Misfit Go」（ザ ミスフィットゴー)は、OLDCODEXの楽曲。YORKE.が作詞、ebaが作曲を手掛けた。ユニットの6枚目のシングルとして2013年5月22日にLantisから発売された。

## 解説
前作「カタルリズム」以来９ヶ月ぶりのシングルで、OLDCODEXとして２度目のアニメタイアップとなった。
表題曲「The Misfit Go」は、テレビアニメ「アラタカンガタリ〜革神語〜」のエンディングテーマに起用されている。（このシングル以降、OLDCODEXのシングルの多くはアニメタイアップがついている。)
[初回生産限定盤(DVD付き)]と、[通常盤]の2形態でのリリース。

## 収録曲
1. The Misfit Go

作詞．YORKE.  
作曲・編曲：eba
1. 美しい背骨

作詞：YORKE.  作曲・編曲：加藤 肇
1. Meteor Train

作詞：YORKE.　作曲・編曲：Gz